# 1625

## أحداث
- تأسيس مدينة سانتانا دي بارنايبا وتقع حاليا في البرازيل.
- تأسيس مدينة كوينسي، ماساتشوستس وتقع حاليا في الولايات المتحدة.
- تأسيس مدينة مراد آباد وتقع حاليا في الهند.

## مواليد
- صموئيل شابوزيو
- عبد الحي طرز الريحان
- قيصر أباكزي، فيلسوف مجري.

## وفيات
- إسرائيل بن موسى النجارة
- 7 مارس - العالم الفلكي الألماني جوهان بايير.